# Chowův test
Chowův test je statistický test toho, zda jsou skutečné regresní koeficienty dvou lineárních regresí na různých souborech dat stejné. Navrhl ho ekonom Gregory Chow v roce 1960. V ekonometrii se nejčastěji používá v analýze časových řad k testování přítomnosti strukturálního zlomu v okamžiku, o kterém lze předpokládat, že je a priori známý (například významná historická událost, jako je válka). Při hodnocení programů se Chowův test často používá k určení, zda mají nezávislé proměnné různé dopady na různé podskupiny populace.
| Strukturální zlom (různé sklony) | Hodnocení programů (skupiny se liší) |
| --- | --- |
| | |
| Na {\displaystyle x=1.7} došlo ke strukturálnímu zlomu; samostatné regrese na subintervalech {\displaystyle [0,1.7]} a {\displaystyle [1.7,4]} poskytují lepší model než kombinovaná regrese (čárkovaná) na celém intervalu. | Porovnání dvou různých programů (červená, zelená) na společném datovém souboru: samostatné regrese pro jednotlivé programy poskytují lepší model než kombinovaná regrese (černá). |

## Testování
Předpokládejme, že data modelujeme jako
{\displaystyle y_{t}=a+bx_{1t}+cx_{2t}+\varepsilon .\,}
Pokud data rozdělíme do dvou skupin, pak máme
{\displaystyle y_{t}=a_{1}+b_{1}x_{1t}+c_{1}x_{2t}+\varepsilon \,}
a
{\displaystyle y_{t}=a_{2}+b_{2}x_{1t}+c_{2}x_{2t}+\varepsilon .\,}
Nulová hypotéza Chowova testu říká, že {\displaystyle a_{1}=a_{2}}, {\displaystyle b_{1}=b_{2}}, a {\displaystyle c_{1}=c_{2}}. Předpoklad je, že chyby {\displaystyle \varepsilon } jsou nezávislé a identicky rozdělené a mají normální rozdělení s neznámým rozptylem.
Nechat {\displaystyle S_{C}} je suma druhých mocnin residuí spojených dat, {\displaystyle S_{1}} je suma druhých mocnin residuí první skupiny a {\displaystyle S_{2}} totéž u druhé skupiny. {\displaystyle N_{1}} a {\displaystyle N_{2}} jsou počty pozorování v každé skupině a {\displaystyle k} je celkový počet parametrů (v tomto případě 3, tj. dva nezávislé koeficienty proměnných a jeden konstantní člen). Pak je testová statistika
{\displaystyle {\frac {(S_{C}-(S_{1}+S_{2}))/k}{(S_{1}+S_{2})/(N_{1}+N_{2}-2k)}}.}
Testová statistika má rozdělení F s {\displaystyle k} a {\displaystyle N_{1}+N_{2}-2k} stupni volnosti.